# Kaldárhöfði
Kaldárhöfði är ett berg i republiken Island. Det ligger i regionen Austurland, 400 km öster om huvudstaden Reykjavík. Toppen på Kaldárhöfði är 705 meter över havet.
Trakten runt Kaldárhöfði är nära nog obefolkad, med mindre än två invånare per kvadratkilometer. Det finns inga samhällen i närheten. Trakten runt Kaldárhöfði består i huvudsak av gräsmarker.